# إدارة الأمن الداخلي (سنغافورة)
إدارة الأمن الداخلي بسنغافورة (ISD) (بالإنجليزية: Internal Security Department (ISD)، بالفرنسية: Internal Security Department): هي جهاز المخابرات المحلي ومكافحة التجسس ومكافحة الإرهاب والوكالة الأمنية الأساسية في سنغافورة تحت إشراف وزارة الداخلية. وهي مكلفة بمواجهة كل ما يهدد الأمن القومي، والذي يتراوح بين التقويض أو التحريض على الفتنة، والتأثير، والتجسس، والإرهاب المحلي أو الدولي، والتطرف السياسي أو العنصري أو الديني.